# Wilhelm von Egloffstein
Wilhelm Freiherr von und zu Egloffstein (30. listopada 1853. – 15. rujna 1925.) je bio njemački general i vojni zapovjednik. Tijekom Prvog svjetskog rata zapovijedao je VIII. pričuvnim korpusom na Zapadnom bojištu.

## Vojna karijera
Wilhelm von Egloffstein rođen je 30. listopada 1853. u Weimaru. U prusku vojsku stupio je u prosincu 1870. godine. U istoj u prosincu 1877. dostiže čin poručnika, u ožujku 1881. čin satnika, dok je u čin bojnika promaknut u travnju 1890. godine. U lipnju 1896. unaprijeđen je u čin potpukovnika nakon čega služi u stožeru 3. gardijske grenadirske pukovnije. U kolovozu 1901. imenovan je zapovjednikom navedene pukovnije na kojoj dužnosti se nalazi godinu dana, do kolovoza 1902., kada je imenovan zapovjednikom 3. gardijske pješačke brigade smještene u Berlinu. U ožujku 1906. promaknut je u čin general poručnika, nakon čega u veljači 1907. postaje zapovjednikom 20. pješačke divizije sa sjedištem Hannoveru. U siječnju 1910. imenovan je guvernerom Strasbourga, dok je tri mjeseca nakon tog imenovanja, u travnju, promaknut u čin general pješaštva. Dužnost guvernera Strasbourga obnaša do ožujka 1913. kada je premješten u pričuvu.

## Prvi svjetski rat
Na početku Prvog svjetskog rata Egloffstein je reaktiviran, te je imenovan zapovjednikom VIII. pričuvnog korpusa koji se na Zapadnom bojištu nalazio u sastavu 4. armije. Zapovijedajući VIII. pričuvnim korpusom sudjeluje u Bitci u Ardenima. Nakon toga Egloffstein je s VIII. pričuvnim korpusom premješten u sastav 3. armije u sklopu koje sudjeluje u borbama u Champagni. U prosincu 1914. premješten je u pričuvu.
Egloffstein je ponovno reaktiviran u kolovozu 1917. kada postaje zamjenikom zapovjednika VI. korpusa Konstanza von Heinecciusa. Navedeni korpus nalazio se na Istočnom bojištu u sastavu 8. armije, te s istim sudjeluje u zauzimanju Rige. Na dužnosti zamjenika zapovjednika VI. korpusa nalazi se sve do kraja rata.

## Poslije rata
Wilhelm von Egloffstein preminuo je 15. rujna 1925. godine u 72. godini života.

## Vanjske poveznice
(eng.) Wilhelm von Egloffstein na stranici Prussianmachine.com

(njem.) Wilhelm von Egloffstein na stranici Deutschland14-18.de  Arhivirana inačica izvorne stranice od 2. studenoga 2014. (Wayback Machine)